# Санта-Мария-дельи-Анджели-э-дей-Мартири
Базилика Са́нта-Мари́я-де́льи-А́нджели-э-дей-Ма́ртири (итал. Santa Maria degli Angeli e dei Martiri), посвящённая Святой Деве Марии Ангелов и святым мученикам в Риме. Расположена в центре города, на площади Республики, в постройках бывших Терм Диоклетиана. Относится к «малым титульным базиликам» (Minor Basilica Cardinal Title) Рима. С 1896 года — государственная церковь. 20 июля 1920 года папа Бенедикт XV возвёл церковь в ранг малой базилики.

## Иконография и история создания храма
В период контрреформации, согласно постановлениям Тридентского собора (1545—1563) многие церкви перестраивали по новым планировочным схемам с просторным, широким нефом и большим куполом над средокрестием. Старые, языческие постройки стремились разрушить либо «освятить» перестройкой в оратории, капеллы и церкви.
Полуразрушенные к тому времени Термы древнеримского императора Диоклетиана требовалось преобразить согласно христианской иконографии. Диоклетиан был одним из самых яростных гонителей христиан. Согласно традиции, на строительство терм император приказал согнать сорок тысяч римских христиан, многие из которых погибли от непосильного труда и голода. В 1561 году папа Пий IV решил превратить мрачные развалины в освящённое место, отдав их под кельи картезианского монастыря, и построить при монастыре величественный храм. Источники свидетельствуют, что такому решению предшествовала просьба Антонио дель Дука, сицилийского священника и дяди верного ученика Микеланджело, Якопо дель Дука.
Антонио Дель Дука сообщил о видении, которое посетило его летом 1541 года, когда он увидел «свет более яркий, чем белый снег» (luce più che neve bianca), который поднимался из Терм Диоклетиана с семью мучениками в центре (Сатурнино, Чириако, Ларго, Смарагдо, Сизиннио, Трасоне и папа Марчелло). Видение убедило его, в необходимости постройки храма, посвящённого семи ангелам, поэтому он начертал имена семи ангелов на колоннах внутри фригидария.
В 1543 году Антонио дель Дука создал картину с изображением Мадонны среди семи ангелов (копию мозаики базилики Сан-Марко). В настоящее время картина находится в центре апсиды базилики Санта-Мария-дельи-Анджели-э-дей-Мартири. 27 июля 1561 года папа Пий IV издал буллу под названием «Beatissimae Virgini et omnium Angelorum et Martyrum» (лат.; Пресвятой Деве и всем Ангелам и Мученикам). Таким образом, для посвящения была выбрана тема, характерная для искусства периода контрреформации: «Прославление Мадонны» (лат. Mater Gloriosa), или «Поклонение Ангелов». В алтарных картинах на эту тему изображали Возносящуюся на небо Деву Марию (Ассунта) в окружении славящих Её ангелов. Отсюда необычное название церкви.
Разработку проекта папа поручил Микеланджело, которому в ту пору было уже 86 лет. Это была последняя архитектурная работа великого мастера. Микеланджело максимально использовал стены старых терм, образовав из фрагмента круглого зала — экседры кальдария (помещения для горячих ванн) — полуциркульный портал фасада церкви. Бывший тепидарий (зал для ванн с тёплой водой, по иной версии это был нимфей) образовал пронаос (вестибюль) церкви, а далее из помещений палестр был создан интерьер с планом в виде греческого креста. При этом пол был поднят на 2 метра. Фригидарий превратился в пресбитерий, где разместили главный алтарь. Микеланджело добавил по сторонам две симметричные капеллы, а всё пространство перекрыл крестовыми сводами. Таким образом, возник просторный интерьер необычного зального типа. Во времена Микеланджело кроме главного, по сторонам трансепта было ещё два входа в церковь.
Микеланджело скончался в 1564 году. Строительство с 1748 года продолжал архитектор Луиджи Ванвителли. Все работы закончили в 1749 году. В начале XX века пышный барочный фасад, созданный Ванвителли, сломали, восстановив идею Микеланджело — фасад в виде простой кирпичной стены.

## Интерьер
Внутри церковь производит торжественное впечатление. Свет льётся из больших, высоко поднятых термальных, или «диоклетиановых», окон трансептов и окулюса в центре купола. Высота крестовых сводов достигает 29 метров. Помещение оформлено восемью мощными гранитными колоннами античного происхождения высотой 17, 14 метра (вместе с базами и антаблементом), диаметр — 1,62 метра Торцовые стены трансепта Л. Ванвителли украсил иллюзорными росписями в стиле «тромплёй» (фр. trompe-l'œil) — художник изобразил такие же колонны, будто продолжающие по обе стороны пространство зала.
Стены украшены пилястрами искусственного мрамора, имитирующими красный мрамор Коттанелло, между ними размещены восемь оригинальных картин из базилики Святого Петра. Многие росписи и картины итальянских художников XVII века по предложению Ванвителли позднее заменили аналогичными мозаиками. Орган расположен, что необычно, в левом трансепте церкви.
В церкви имеются захоронения знаменитых людей Италии. В вестибюле слева надгробие — живописца Сальватора Розы, скончавшегося в 1673 году. Справа — надгробие живописца и архитектора Карло Маратта, спроектированное им самим, осуществлявшего работы по перестройке церкви и умершего в 1713 году. В проходе, ведущем к средокрестию храма, находится статуя св. Бруно, основателя картезианского ордена, выполненная французским скульптором Жан-Антуаном Гудоном, четырнадцать лет проработавшим в Риме. В нише напротив — статуя Иоанна Крестителя, также работы Гудона. По другую сторону — памятник кардиналу Франческо Альчати. Он помещен в эдикулу с тимпаном, поддерживаемым ионическими колоннами.
В южном трансепте захоронены герои Первой мировой войны: маршал Армандо Диаз, адмирал Паоло Таон ди Ревель, а также министр Витторио Эмануэле Орландо и Папа Пий IV.

## Великий меридиан
На полу правого рукава трансепта по диагонали прочерчен гномон: «великий меридиан» (итал. Il grande meridiano), линия длиной около 45 метров точно по эклиптике (небесному экватору). Древнеримские термы для наилучшего освещения строили под углом 45° к меридиану (отсюда необычное направление). Солнечный круг: света, падающего из специального отверстия в своде достигает точного центра пола церкви в полдень в периоды двух равноденствий: осеннего и весеннего. В 1702—1846 годах по меридиану церкви сверяли все часы Рима. В течение года точка пересечения луча света и меридиана смещается, что отмечено мозаичными рисунками пола, изображающими знаки зодиака и латинской надписью: «Terminus Paschae», поскольку гномон использовали для отсчёта годового цикла и определения точной даты празднования христианской Пасхи, а также для демонстрации правильности григорианского календаря.
Гномон создан архитектором Джузеппе Барбери с помощью астрономов Франческо Бьянкини, Джакомо Филиппо Маральди и Джан Доменико Кассини по распоряжению папы Климента XI к юбилейному 1700 году католической церкви.

## Титулярная церковь
Церковь Санта-Мария-дельи-Анджели-э-дей-Мартири является титулярной церковью, кардиналом-священником с титулом церкви Санта-Мария-дельи-Анджели-э-дей-Мартири с 28 июня 2017 года, является шведский кардинал Ларс Арборелиус.

## Галерея

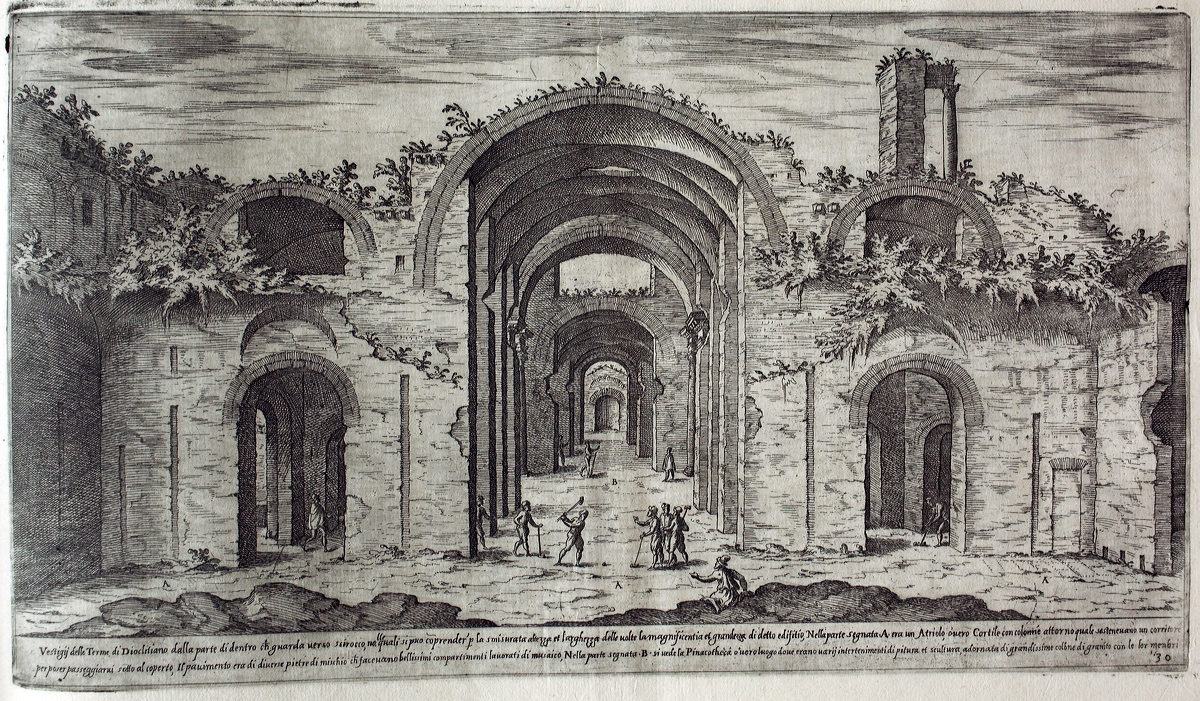
Центральный зал Терм Диоклетиана до перестройки в качестве церкви
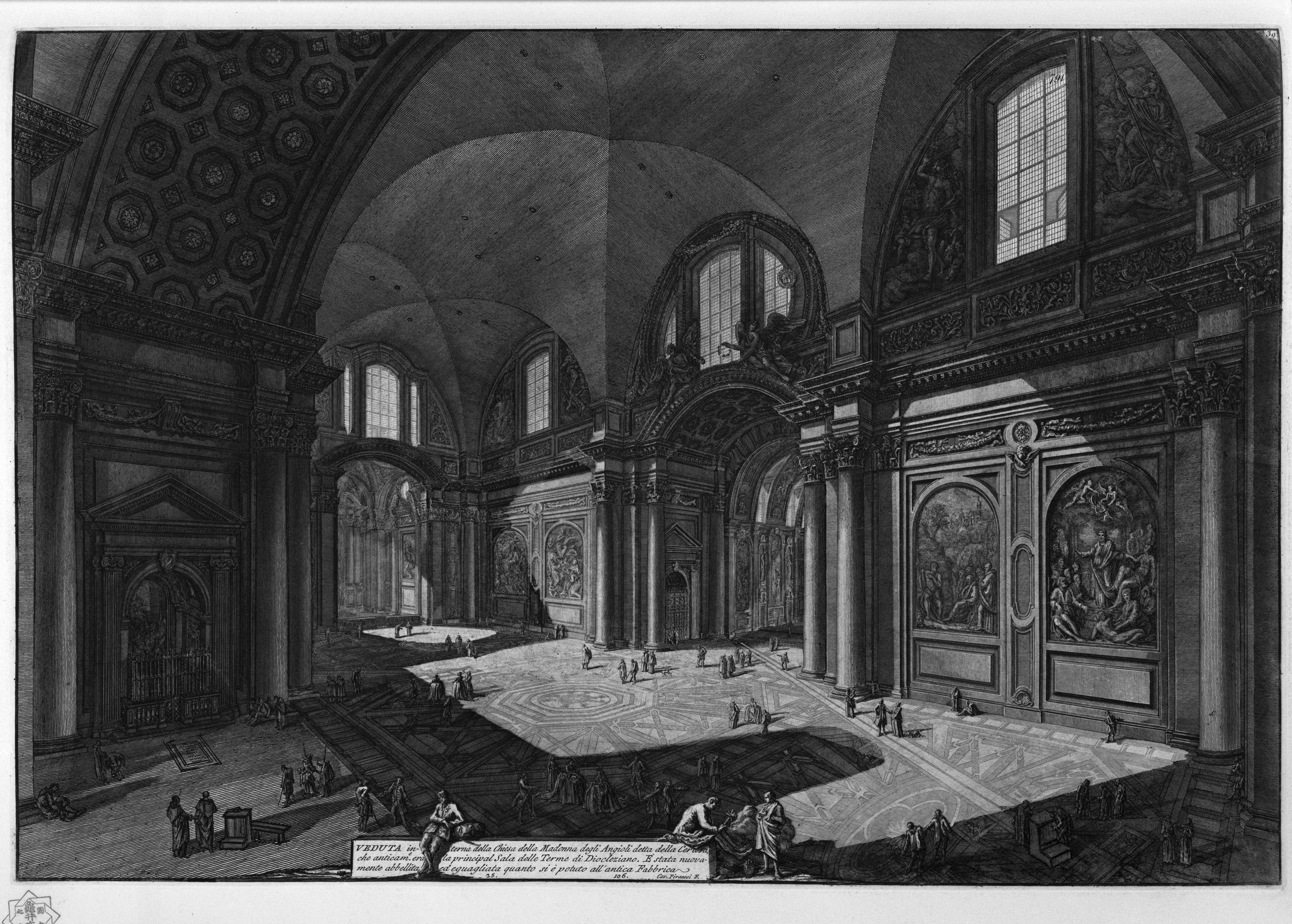
Дж. Б. Пиранези. Интерьер церкви Санта-Мария-дельи-Анджели-э-дей-Мартири. 1774. Офорт
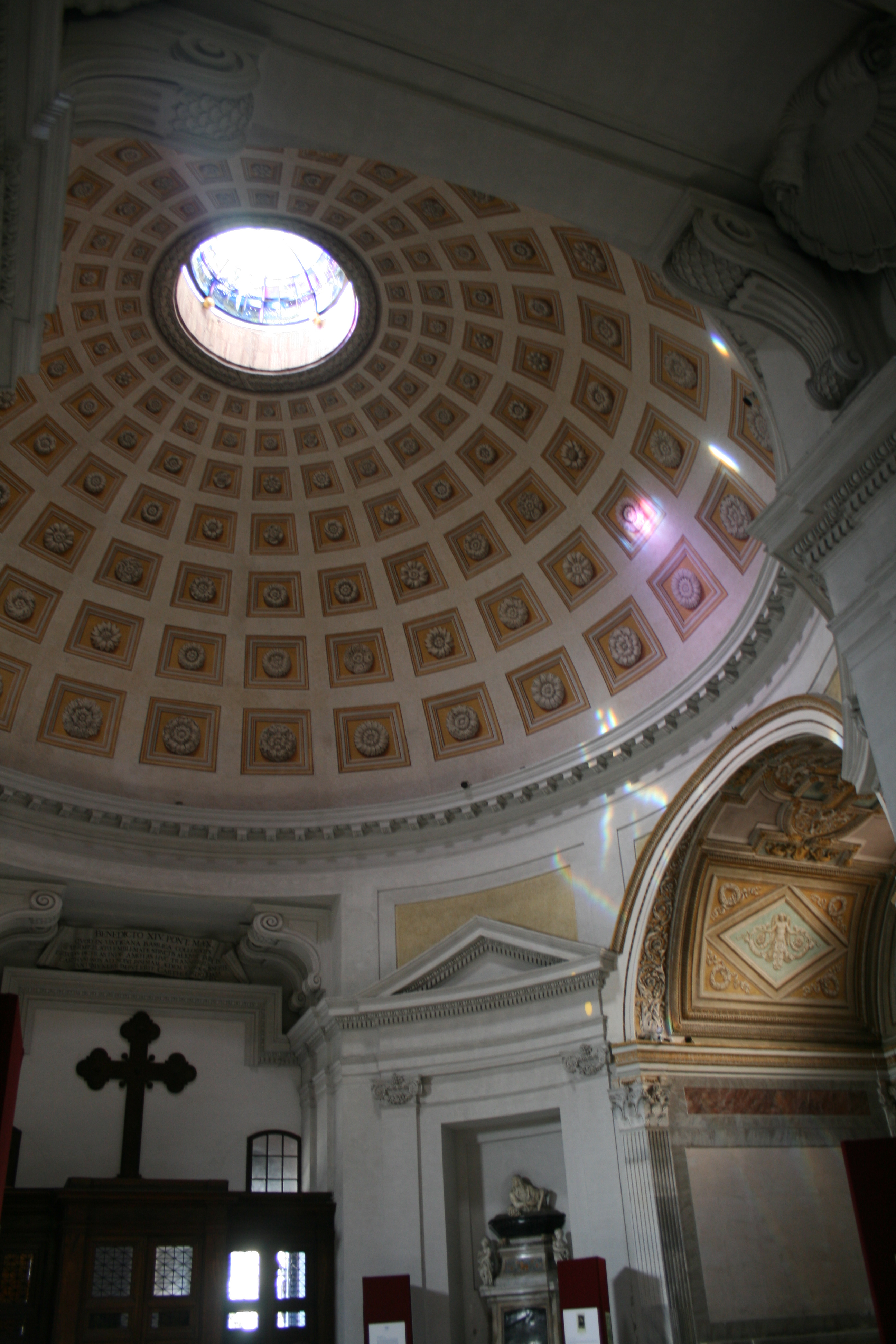
Купол вестибюля (тепидария)
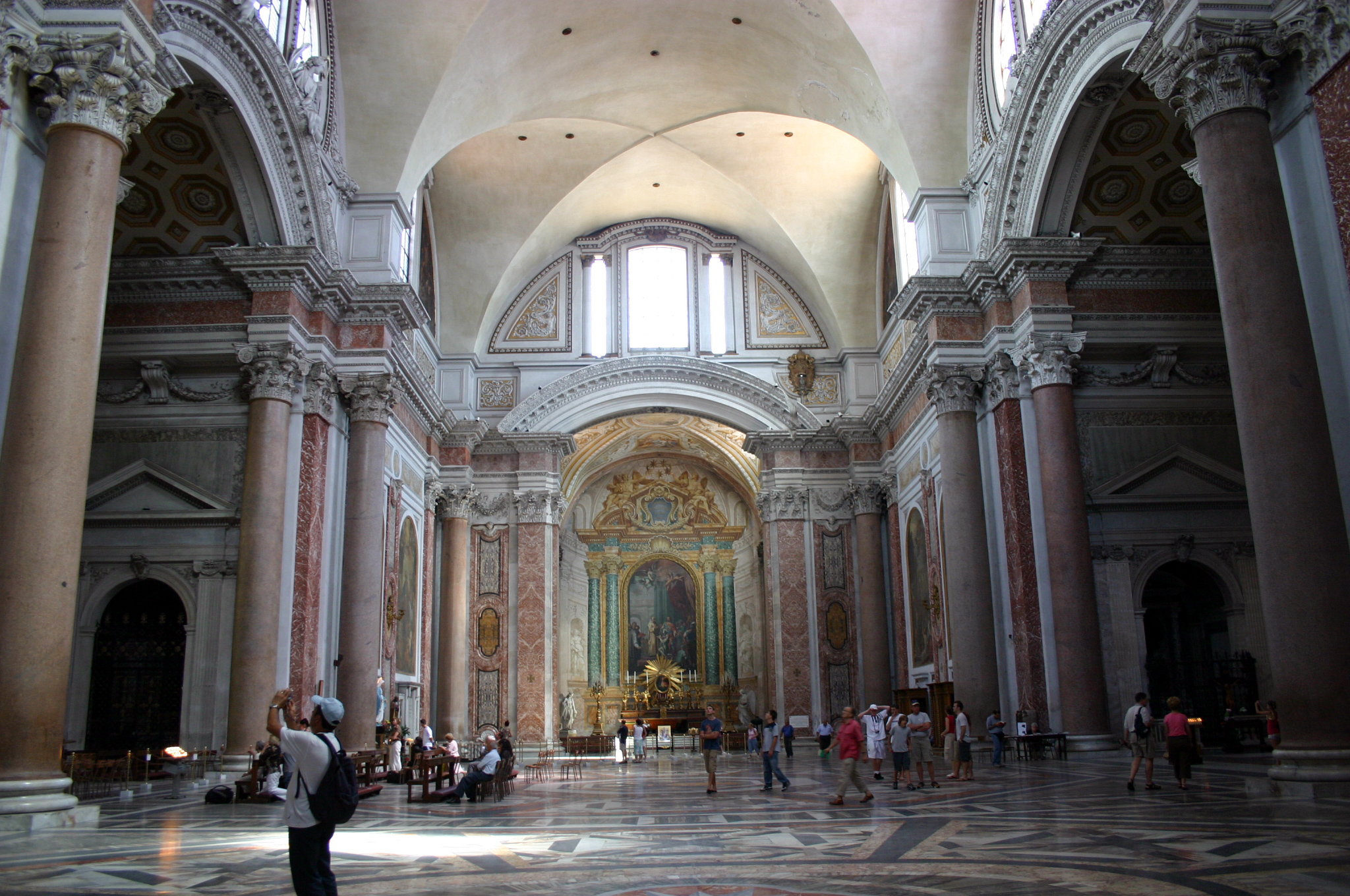
Трансепт
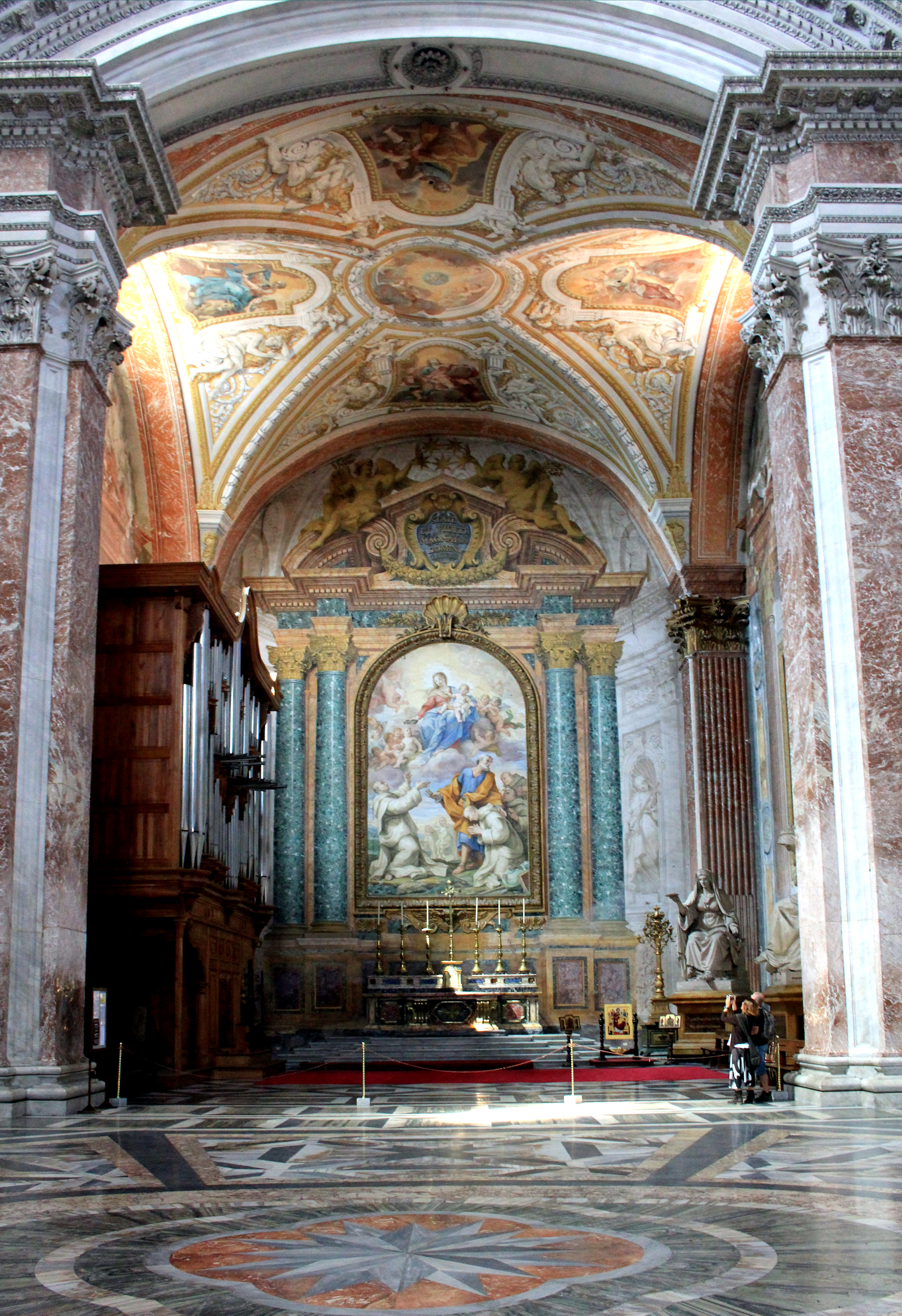
Орган и капелла Св. Бруно
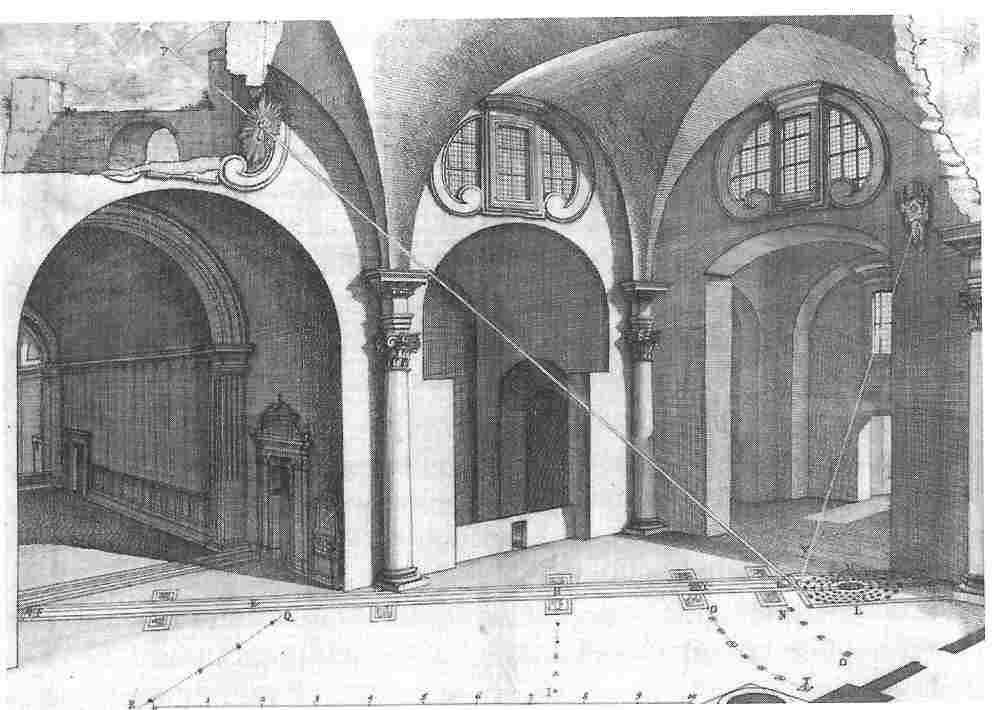
Великий меридиан. Гравюра Ф. Бьянкини. 1703
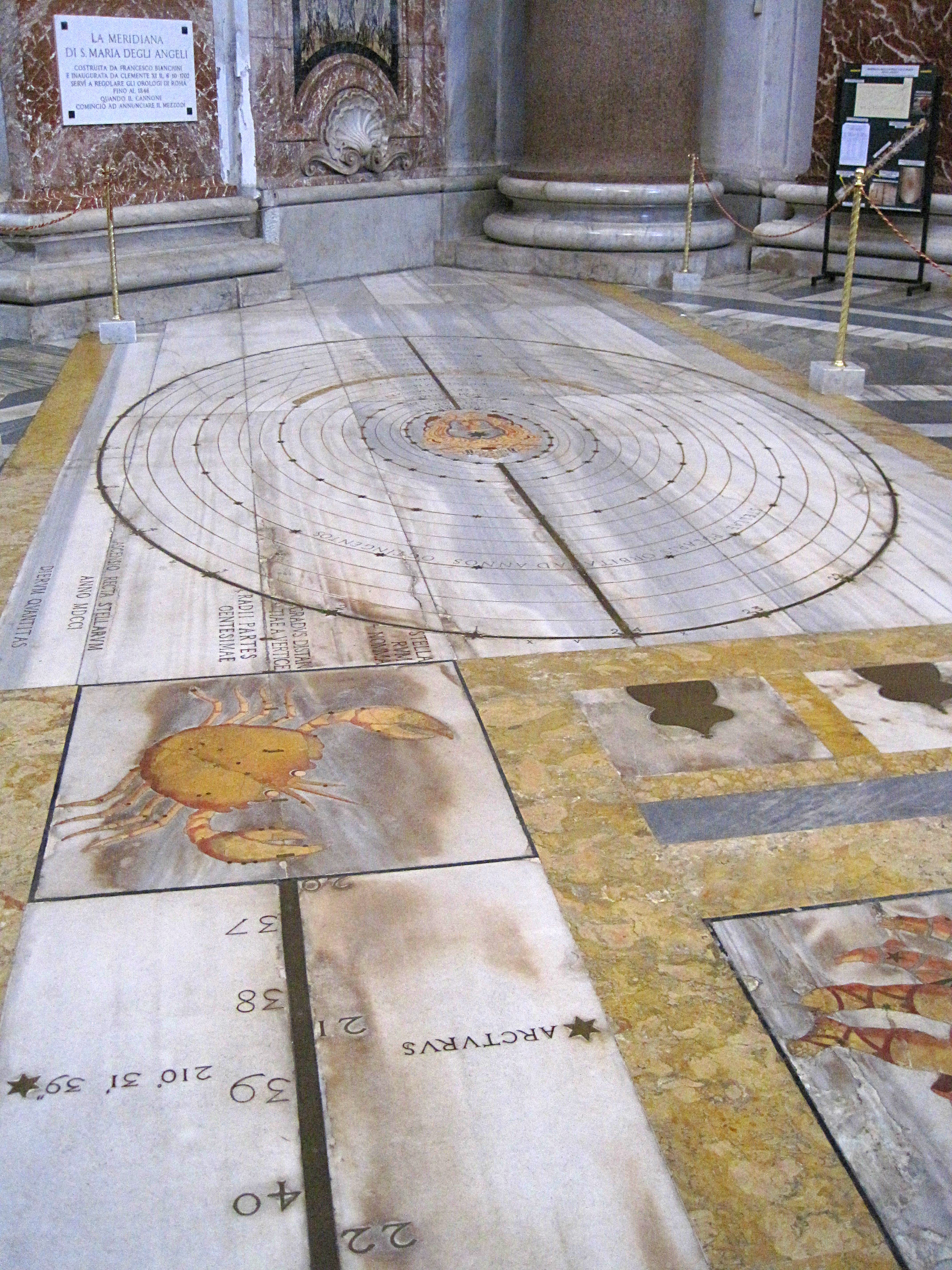
Гномон на полу трансепта